# 普拉多
普拉多，是西班牙卡斯蒂利亚-莱昂萨莫拉省的一个市镇。 总面积11平方公里，总人口104人（2001年），人口密度9人/平方公里。